# Jevgenija Mirosjnytsjenko
Jevgenija Semenivna Mirosjnytsjenko (Oekraïens: Євгенія Семенівна Мірошниченко, Russisch: Евгения Семёновна Мирошниченко; Jevgenija Semjonovna Mirosjnitsjenko) (Radjanske (Oblast Charkov), 12 juni 1931 - Kiev, 27 april 2009) was een Oekraïense operazangeres.
Jevgenija Mirosjnytsjenko studeerde aan het conservatorium van Kiev en aan de Scala van Milaan. Van 1957 tot 1990 was zij soliste in de opera van Kiev. Sinds 1980 gaf zij ook les aan het conservatorium van Kiev. Jevgenija Mirosjnytsjenko was uitgeroepen tot "heldin van Oekraïne".
In de operawereld werd zij bekend door haar rollen als Venus (Eneida, Mykola Lysenko), Koningin van Şamaxı (Шемаханская царица, de Gouden Haan, Nikolaj Rimski-Korsakov), Koningin van de nacht (Die Zauberflöte, Wolfgang Amadeus Mozart), Rosina (Der Barbier von Sevilla, Gioacchino Rossini).